# 戸田龍介
戸田龍介（とだ りゅうすけ、1964年 - ）は、日本の会計学者、専門は、勘定理論(学説)・国際会計・ドイツ会計。神奈川大学副学長。

## 研究テーマ
- 会計の信頼性　「会計とは、責任を持って説明すること」と力説する。
- ドイツ会計
- 日本農業簿記の研究

## 経歴
東京生まれ北九州育ち。1987年九州大学経済学部卒業。1992年九州大学大学院経済学研究科経営学専攻博士課程単位取得満期退学。1994年東京経済大学経営学部非常勤講師、2001年ドイツ・ルール大学 神奈川大学在外研究員、2015年立教大学経済学部非常勤講師。神奈川大学経済学部経済学科/現代ビジネス学科教授。2014年（平成26年度）日本簿記学会学会賞受賞。神奈川大学副学長。

## 著書

### 単著
- 『日本における農業簿記の研究　―戦後の諸展開とその問題点について―』中央経済社、2017年。ISBN 978-4502217517。
- 『農業発展に向けた簿記の役割』中央経済社、2014年。ISBN 978-4502078804。

### 共著
- 『税務会計の基礎』税務経理協会、2013年。ISBN 978-4419060466。
- 『国際会計基準 (監査役のための「早わかり」シリーズ)』税務経理協会、2013年。ISBN 978-4419057107。